# シましょっ! 〜Hと恋のお勉強〜
『シましょっ! 〜Hと恋のお勉強〜』（シましょっ エッチとこいのおべんきょう）は、日本のアダルトゲームブランド・スワンマニアが2007年10月26日に発売した18禁育成シミュレーションゲーム。

## 概要
有限会社アセンドアイの廉価版ブランドの1つ・スワンマニアの第7作。スワン系各ブランドが立ち上げ以降に発売したタイトルでは唯一、シミュレーションゲームの形式を採っている。また、展開によっては寝取られイベントが発生する点も他のスワン系ブランドではあまり見られない特徴である。
本作の初期バージョンではゲームが途中で強制終了する致命的なバグがあり、公式サイトでパッチが配布されている。

### ゲーム進行
ゲーム開始から3週間前後（ストーリー展開により変動）の期間内に主人公が取る行動によりパラメータが変化し、その数値によってエンディングが変化する。行動コマンドは「運動」「勉強」「休憩」「会話」で構成されており、コマンド選択後に「筋トレをする」「教授と喋る」と言った具体的な行動を選択する。会話イベントでは、後の展開に影響するアイテムが手に入る場合がある。

## ストーリー
非モテの冴えない大学生であった新庄隆史はある日、同じ電車に乗り合わせた沢渡岬に一目惚れする。岬が同じ大学に通っていることを知った隆史は思い切って岬に告白して付き合い始めるが、テニス一筋の学生生活を送って来た岬は性知識が皆無であった。果たして、隆史は性知識を持たない岬を満足させることができるのであろうか。

## 登場人物
新庄 隆史（しんじょう たかし）
主人公。オタク趣味の冴えない大学生であったが同じ大学の沢渡岬に告白し、付き合い始める。性知識が皆無の岬を気持ち良くさせるべく日夜、努力を重ねる。

### ヒロイン
沢渡 岬（さわたり みさき）
隆史と同じ大学に通っており、自身もテニス一筋で恋愛と縁の無い学生生活を送っていたため隆史の告白を受け入れて付き合い始めた。しかし、性知識が無く初体験で互いに気持ちよくなれなかったことから負い目を感じている。
結城 冴子（ゆうき さえこ）
帰国子女。年齢は隆史より1歳上だが、休学明けのため同じ学年になっている。性に関する知識・経験は豊富で、隆史に対して積極的にアプローチして来る。
沢渡 優美（さわたり ゆみ）
岬の妹。子供っぽい性格で、何かにつけて姉と比較されることにコンプレックスを抱いており姉に対する当て付けから隆史に告白する。

### サブキャラクター
藤堂 彰（とうどう あきら）
イケメンで学内の女子の人気を独占しているテニス同好会の部長。
ビリー
マッチョな肉体を持つアメリカからの留学生。冴子の気を惹こうと躍起になっている。

## スタッフ
- シナリオ - 南条巴
- 原画 - くるみみかん